# Operazione Salento
L'operazione salento è stata un'operazione condotta dall'Esercito italiano tra il 10 maggio 1995 e il 3 novembre 1995.
Ad essa presero parte 1.713 soldati dell'esercito italiano.

## Obiettivi e risultati
L'operazione, nata principalmente per fronteggiare l'immigrazione clandestina, ebbe risultati molto positivi anche nella lotta alla Sacra Corona Unita.
Queste sono state le attività svolte:
- 1.650 posti di osservazione
- 10 pattugliamenti in profondità
- 767 controlli di autoveicoli
- 2.604 identificazioni di persone
- 3.029 fermi di clandestini
- 10 fermi di persone sospette